# Satoshi Ishii
Satoshi Ishii (石井 慧, Ishii Satoshi), né le 19 décembre 1986 à Ibaraki, préfecture d'Osaka, est un judoka croate d'origine japonaise évoluant dans la catégorie des poids lourds, soit celle regroupant les compétiteurs de plus de 100 kg. Il remporte le titre olympique de cette catégorie lors des Jeux olympiques d'été de 2008 à Pékin.
En 2009, il met un terme à sa carrière en judo pour se reconvertir dans les arts martiaux mixtes (MMA).

## Biographie

### Judo
Titré champion du Japon junior en moins de 100 kg en septembre 2004, Satoshi Ishii remporte successivement les titres de champion d'Asie et de champion du monde juniors dans le mois qui suit. Encore âgé de 17 ans, il remporte deux tournois majeurs avant la fin de l'année : la coupe Kodokan et le tournoi de Corée du Sud.
L'année suivante, le judoka effectue une première tournée en Europe en obtenant deux podiums aux tournois de Paris et de Budapest, ce quelque temps après avoir pris la troisième place lors de la coupe Jigoro Kano. En 2006 et 2007, il multiplie les podiums et victoires lors des principaux tournois asiatiques, en particulier japonais comme la coupe Kano ou les championnats du Japon. En avril 2006, Ishii bouscule même la hiérarchie nationale à l'occasion des prestigieux championnats toutes catégories du Japon. En finale, il bat le champion olympique des poids lourds Keiji Suzuki et devient le plus jeune vainqueur du tournoi à 19 ans et 4 mois. L'ancien record de précocité était détenu par Yasuhiro Yamashita, champion olympique et quadruple champion du monde au tournant des années 1970–1980.
En 2007 et 2008, le judoka prépare idéalement les Jeux olympiques prévus à Pékin en gagnant la coupe Kano, le tournoi de Vienne en Autriche puis les championnats toutes catégories du Japon organisés à Tokyo. C'est au cours de cette dernière compétition que le Nippon obtient sa sélection pour les Jeux olympiques au profit d'une victoire face à de nombreux prétendants aux riches palmarès. En effet, combattaient Kosei Inoue (champion olympique des mi-lourds en 2000 et triple champion du monde), Yasuyuki Muneta (double champion du monde) ou encore Yohei Takai (en) (médaillé mondial, vainqueur de la coupe Jigoro Kano). À la surprise des observateurs, Ishii remporte tous ces combats jusqu'en finale où il domine Keiji Suzuki. Ce tournoi marque la fin de la carrière de Kosei Inoue qui avait tout misé sur celui-ci pour la terminer par une ultime participation olympique.
Lors du tournoi olympique, le Japonais remporte facilement ses deux premiers tours par ippon avant la moitié du combat. En quarts de finale, il élimine un adversaire renommé, le Russe Tamerlan Tmenov, double médaillé olympique et vice-champion du monde en titre. En finale de tableau, il se qualifie pour la grande finale face au Géorgien Lasha Gujejiani en inscrivant ippon dans les toutes dernières secondes de combat. En finale, il est opposé à l'Ouzbek Abdullo Tangriev, vainqueur notamment du champion du monde en titre, le Français Teddy Riner. Au terme des cinq minutes de combat, le Japonais remporte la médaille d'or grâce à un yuko d'avance. Il devient alors le quatrième champion olympique japonais de l'histoire chez les poids lourds.
En novembre 2008, Ishii a annoncé qu'il prenait sa retraite du judo à 21 ans, suscitant une controverse au Japon. Il a demandé l'avis du 14e dalaï-lama en visite au Japon, qui lui a répondu : « Vous pouvez échanger des idées avec d'autres, mais à la fin, vous devez fonder votre décision sur votre propre expérience, puis décider. »

## Parcours en MMA
Après son titre olympique en 2008, Satoshi Ishii fait part de son envie de quitter la compétition en judo pour continuer dans le monde des arts martiaux mixtes (MMA).
Il déclare alors vouloir affronter l'ancien champion des poids lourds du Pride FC, Fedor Emelianenko, combattant reconnu et populaire au Japon.
Des rumeurs annoncent d'abord ses débuts lors de l'événement de fin d'année Dynamite!! 2008 coorganisé par les organisations japonaises du K-1 et du Dream.
Cependant, Ishii décide de tenter un début de carrière aux États-Unis, au sein l'Ultimate Fighting Championship (UFC), plus importante promotion mondiale de MMA. Dans ce but, il intègre alors l'équipe American Top Team (ATT) en Floride, en mars 2009.
Au cours de l'année, il voyage aussi au Brésil afin de s'entrainer avec le karatéka et combattant de l'UFC, Lyoto Machida.
Les négociations avec l'organisation américaine n'aboutissent finalement pas et le champion de judo signe bientôt avec la fédération japonaise World Victory Road (WVR).
Pour ses débuts à la compétition, Ishii est alors programmé face à un autre champion olympique japonais de judo et ancien combattant du Pride FC, en la personne de Hidehiko Yoshida. L'affrontement est alors planifié pour le 31 décembre 2009 en vedette d'un gala tenu par la WVR.
Cette soirée est toutefois annulée, avant d'être remplacée par l'événement Dynamite!! 2009 organisé en association avec le K-1 et le Dream.
Les deux judokas choisissent de combattre debout et c'est d'abord l'expérimenté Yoshinda qui marque le plus dans le premier round. Ishii se reprend dans la deuxième reprise, mais un coup de genou à l'aine lui vaut une déduction d'un point. Malgré un troisième round à son avantage, Ishii s'incline par décision unanime pour son premier combat en MMA.
Après cette défaite, Satoshi Ishii part s'entrainer notamment à Hawaï, au Hawaii Martial arts Center (HMC). Il participe sur l'île à deux combats d'exhibition avec la promotion locale du X-1.
Le premier match l'oppose à Sasae Paogofie le 20 mars 2010,
et il remporte cette fois-ci la victoire par clé de bras dès le premier round.
Ishii participe le 15 mai 2010, en Nouvelle-Zélande, à un programme opposant combattants locaux et japonais tenue par la promotion X-plosion. Il y affronte Tafa Misipati, un champion du pays en kick-boxing,
qu'il soumet là encore par clé de bras au premier round.
Son second combat d'exhibition à Hawaï, le 4 juin 2010, face à Myles Tynanes, se conclut lui encore dès la première reprise. Après avoir dominé les débats, le Japonais assomme son adversaire dans les dernières secondes du round. Pour finaliser le combat, il continue à enchainer les coups sur son adversaire au sol mais ne semble plus vouloir s'arrêter alors que l'arbitre intervient finalement. Il perd donc d'abord par disqualification,
avant que le X-1 ne décide de classer l'affrontement sans décision, estimant que l'arbitre avait mis trop de temps à réagir pour interrompre le match.
Satoshi Ishii continue son parcours face à Ikuhisa Minowa, un adversaire moins imposant, dans un combat à poids libre lors de la soirée Dream 16 du 25 septembre 2010.
Le judoka contrôle le match en envoyant au sol son adversaire à plusieurs reprises et remporte la victoire par décision unanime aux termes des deux rounds du combat. 
Il remporte ensuite ses deux combat suivants.
Le 23 août 2014, Satoshi Ishii doit défendre pour la première fois son titre de l'IGF face au combattant reconnu et vétéran du Pride FC, Mirko Filipović.
Un coup de coude du Croate ouvre Ishii au crane lors de ce match à l'IGF 2. La blessure empire au cours du combat et après plusieurs contrôles médicaux, l'arbitre déclare Ishii inapte à continuer au milieu du second round. Le Japonais perd alors sa ceinture par TKO.

## Palmarès en judo
Jeux olympiquesJeux olympiques de 2008 à Pékin (Chine) :  Médaille d'or en plus de 100 kg (poids lourds).
Autres compétitions
- Jeux d'Asie 2006 :
  -  Médaille d'argent en -100 kg à Doha.

- Principaux tournois :
  - 1 podium au tournoi de Paris (3e en 2005).
  - 3 podiums à la coupe Jigoro Kano (3e en 2005, 2e en 2006, 1er en 2007).

- National :
  - 2 podiums aux championnats toutes catégories du Japon (1er en 2006 et 2008).

- Juniors :
  -  Champion du monde juniors en 2004 à Budapest (Hongrie).

- Universitaires :
  -  Vainqueur de l'universiade 2007 en plus de 100 kg.

## Palmarès en MMA
| Résultat | Record | Adversaire        | Méthode                  | Événement                        | Date              | Round | Temps | Lieu                       | Notes |
| -------- | ------ | ----------------- | ------------------------ | -------------------------------- | ----------------- | ----- | ----- | -------------------------- | ----- |
| Défaite  | 4-2    | Fedor Emelianenko | KO (coup de poing)       | Dream NYE 2011                   | 31 décembre 2011  | 1     | 3:35  | Tokyo, Japon               |       |
| Victoire | 4-1    | Jérôme Le Banner  | Décision unanime         | Dream Dynamite                   | 31 décembre 2010  | 3     | 5:00  | Tokyo, Japon               |       |
| Victoire | 3-1    | Katsuyori Shibata | Soumission (kimura)      | K-1 World MAX 2010               | 8 novembre 2010   | 1     | 3:30  | Tokyo, Japon               |       |
| Victoire | 2-1    | Ikuhisa Minowa    | Décision unanime         | Dream 16                         | 25 septembre 2010 | 2     | 5:00  | Nagoya, Japon              |       |
| Victoire | 1-1    | Tafa Misipati     | Soumission (clé de bras) | X-plosion: New Zealand vs. Japan | 15 mai 2010       | 1     | 2:42  | Auckland, Nouvelle-Zélande |       |
| Défaite  | 0-1    | Hidehiko Yoshida  | Décision unanime         | Dynamite!! 2009                  | 31 décembre 2009  | 3     | 5:00  | Tokyo, Japon               |       |